# Rue de Lappe
La rue de Lappe est une voie parisienne située dans le 11e arrondissement adjacente à la rue de la Roquette dans le quartier de la Roquette.

## Situation et accès
La rue de Lappe relie la rue de la Roquette à la rue de Charonne. Très réputée pour sa vie nocturne, elle est devenue aujourd'hui le cœur du quartier branché de la Bastille.

## Origine du nom
La rue doit son nom à un maraîcher, Gérard de Lappe, qui possédait à cet endroit des jardins, au XVIIe siècle. 

## Historique

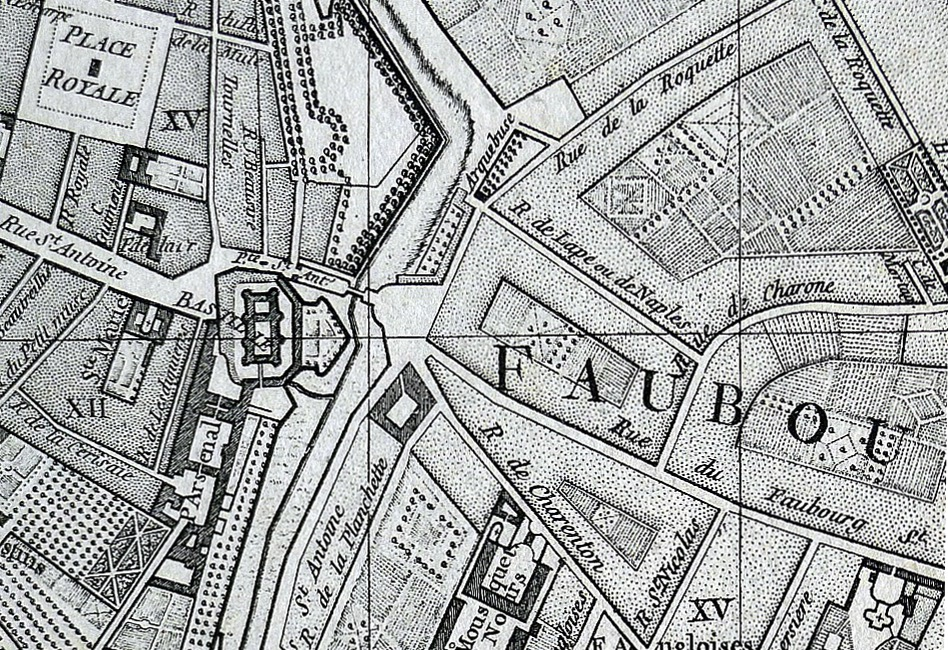
Rue « de Lape » ou « de Naples » en 1760 (plan de Vaugondy).

Cette rue qui existait déjà en 1652 s'appelait autrefois « rue Gaillard », en hommage à l'abbé Gaillard qui avait fondé une petite communauté destinée à l'éducation des enfants pauvres du faubourg Saint-Antoine tout proche.

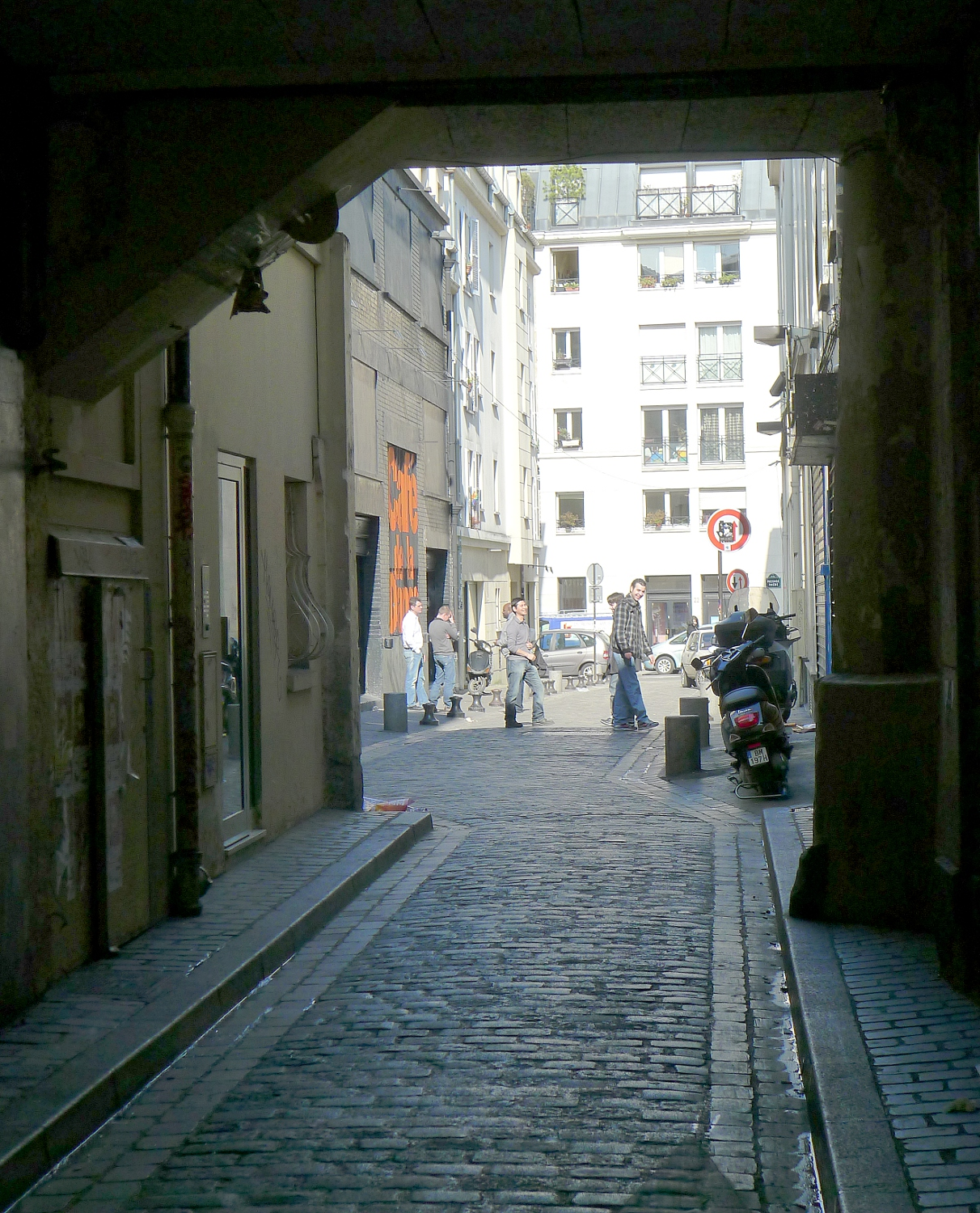
Passage Louis-Philippe.

En 1830, Louis-Philippe y fit une visite appréciée par les riverains qui demandèrent le changement de dénomination. La rue prit le nom de « rue Louis-Philippe » jusqu'en 1867 où un arrêté lui donna le nom de son propriétaire d'origine. Toutefois, en souvenir, un passage porte le nom de Louis-Philippe.
Dans cette moitié du XIXe siècle, la petite rue était surtout consacrée à la ferraille. La plupart des boutiques distribuaient toutes sortes de métaux, du zinc des bistrots au cuivre des tuyaux en passant par le fer des instruments de travail du bois. Peu à peu, ce furent les activités festives qui prirent le dessus, à deux pas de la Bastille.

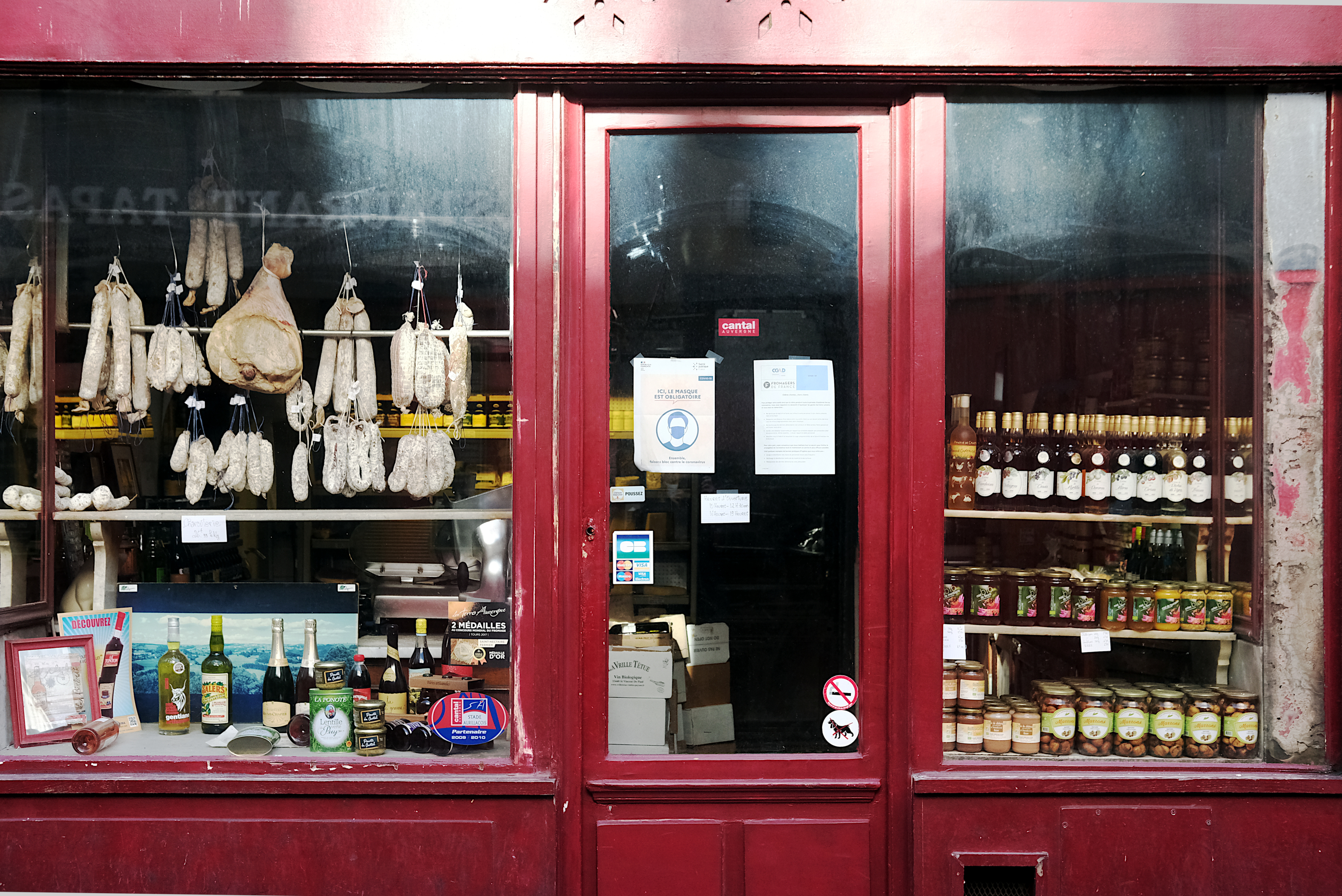
Boutique traditionnelle.

Les Bretons, puis les Auvergnats y installèrent des troquets « bois et charbon » en nombre. La rue de Lappe fut alors le repaire des apaches, voyous et truands en tous genres qui fréquentaient les nombreux cafés-charbons, au pied de hauts bâtiments noircis et lézardés par le temps. Les cabrettes auvergnates s'associèrent aux accordéons diatoniques des Italiens, autres immigrés, pour former dès 1880 les premiers bals musette, où l'on danse la bourrée en claquant des talons.

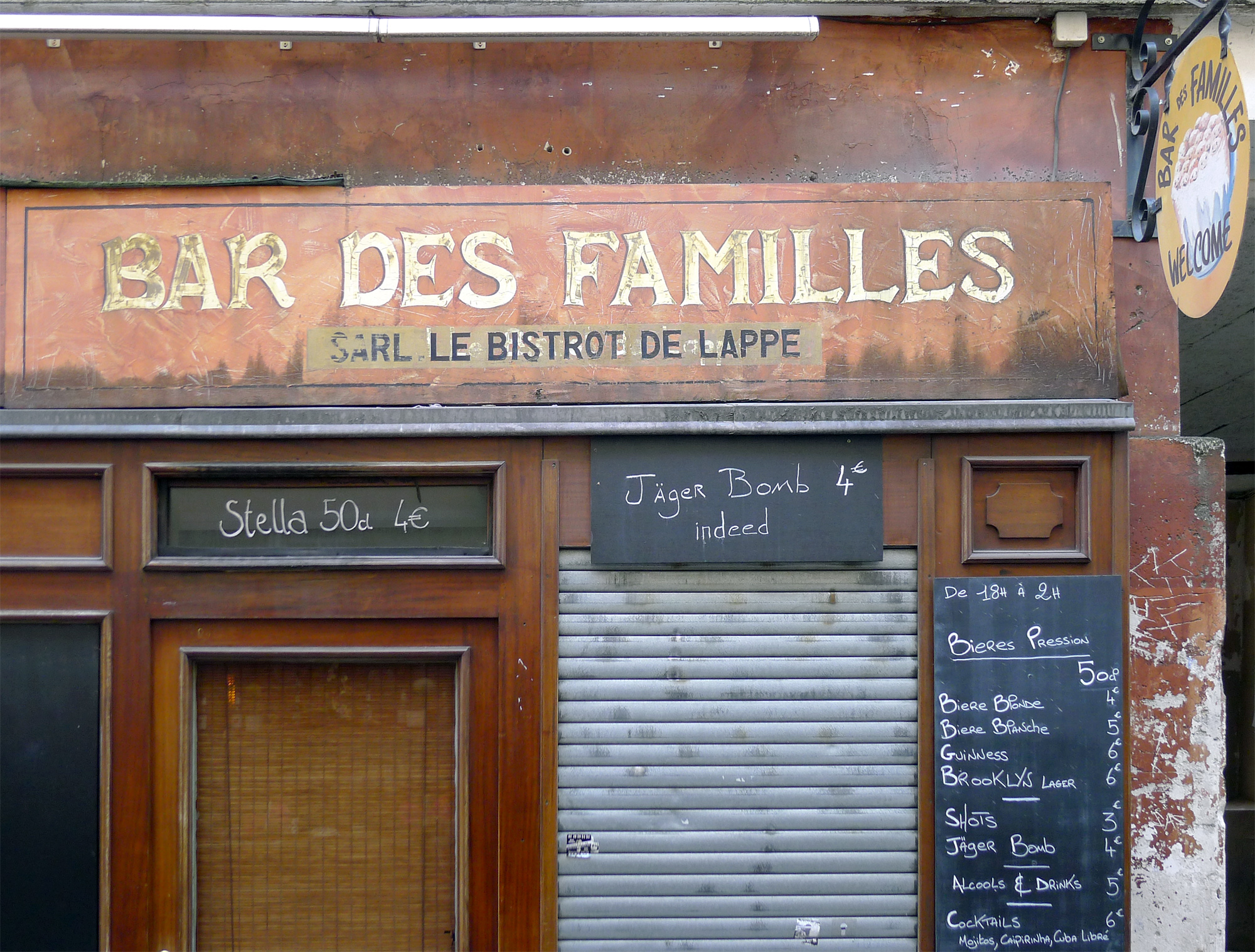
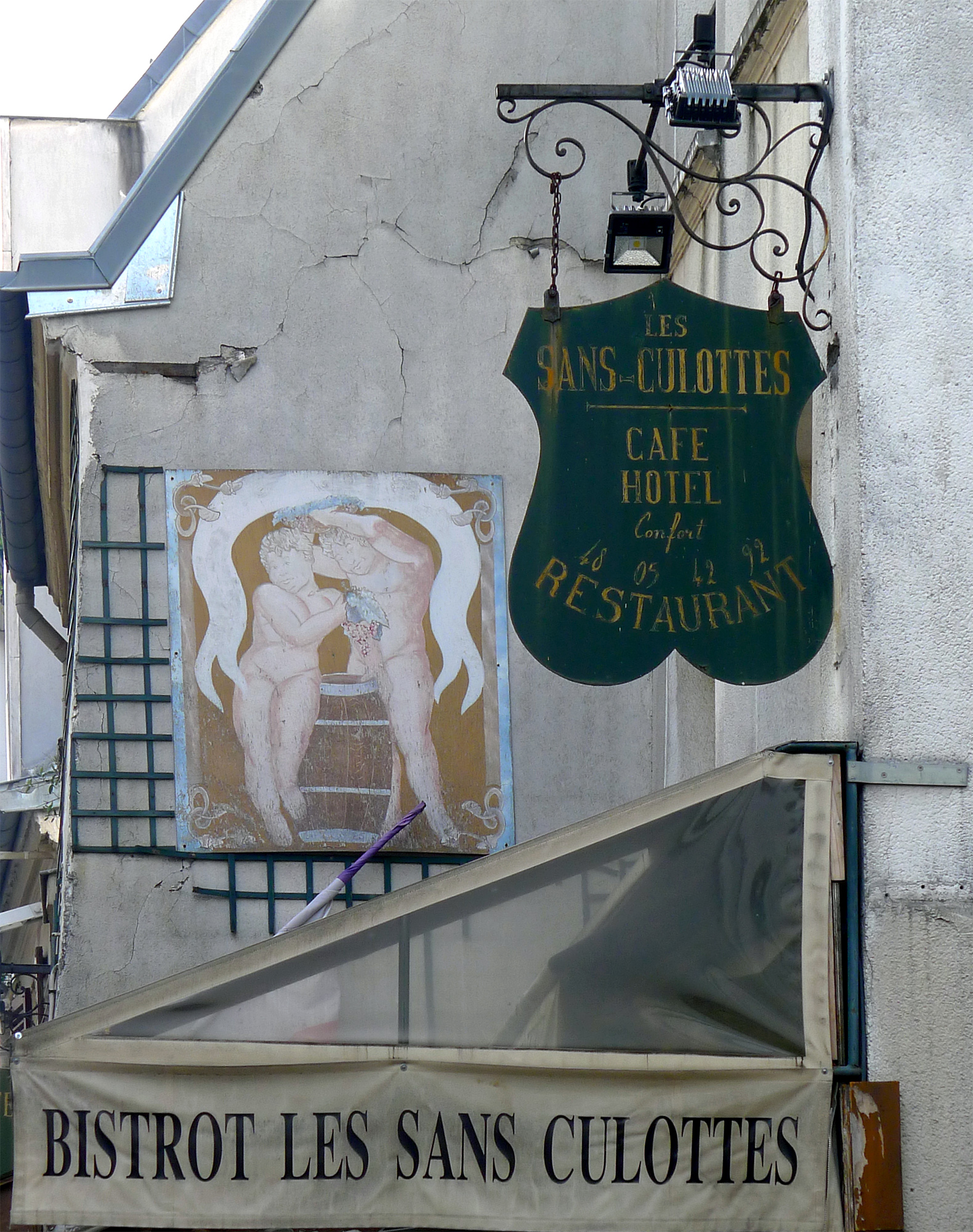
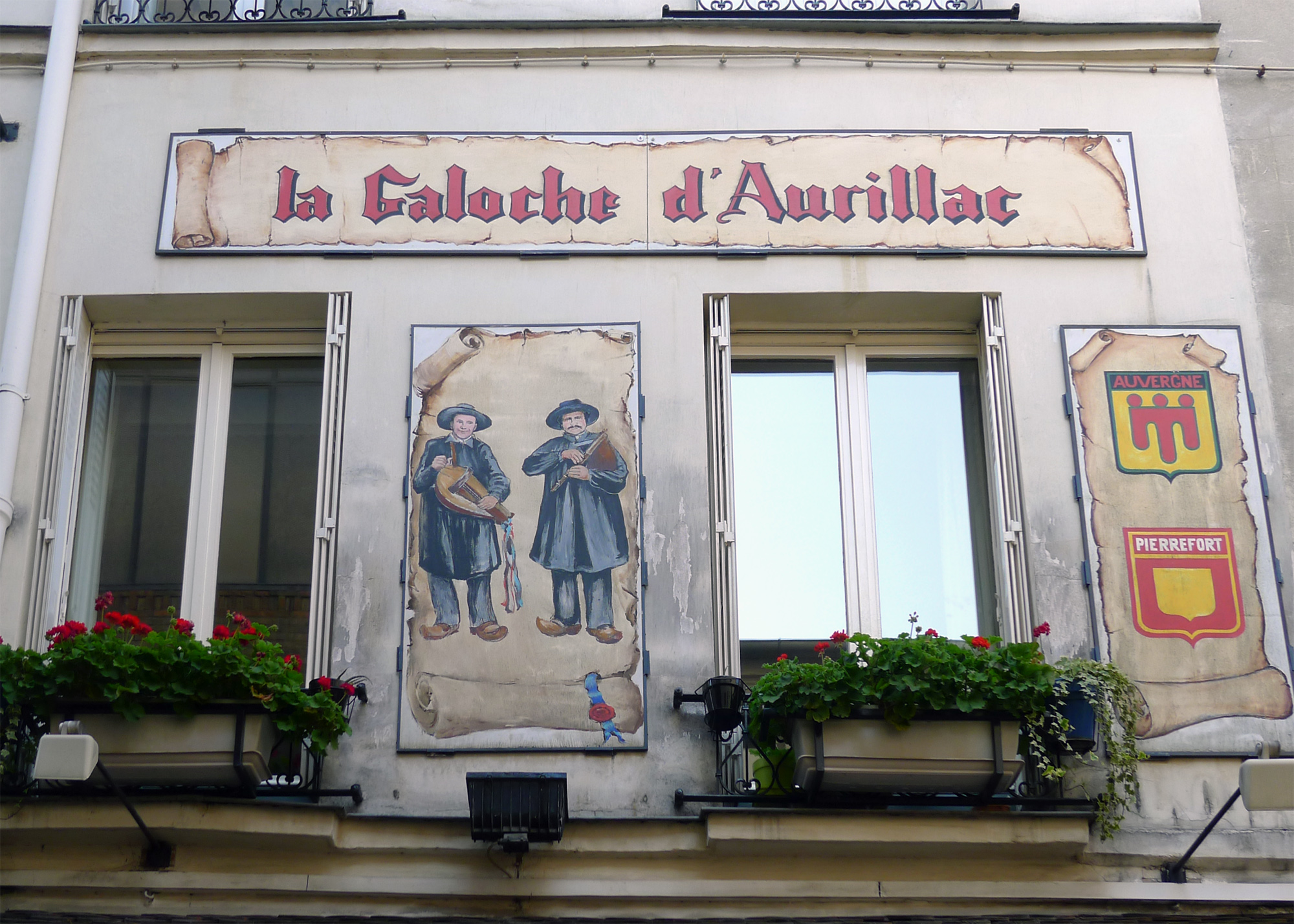

Dans les années 1930, dix-sept bals y étaient installés, dont Le Chalet, La Boule rouge, Les Barreaux verts, Le Bal Chambon. L'un d'entre eux ouvrit au no 9 de la rue, en 1936, sous le parrainage de Mistinguett : le Bal à Jo, du nom de son propriétaire, Jo France, qui avait déjà créé un petit cabaret cinq ans plus tôt, La Bastoche, dans la même rue, mais qui venait de reprendre les locaux du Bal Vernet. Au son de l'accordéon, il fera danser la java au tout-Paris. En juin 2011, l'établissement, qui a enregistré plus de 5 millions d'entrées depuis sa création, célèbre son 75e anniversaire.

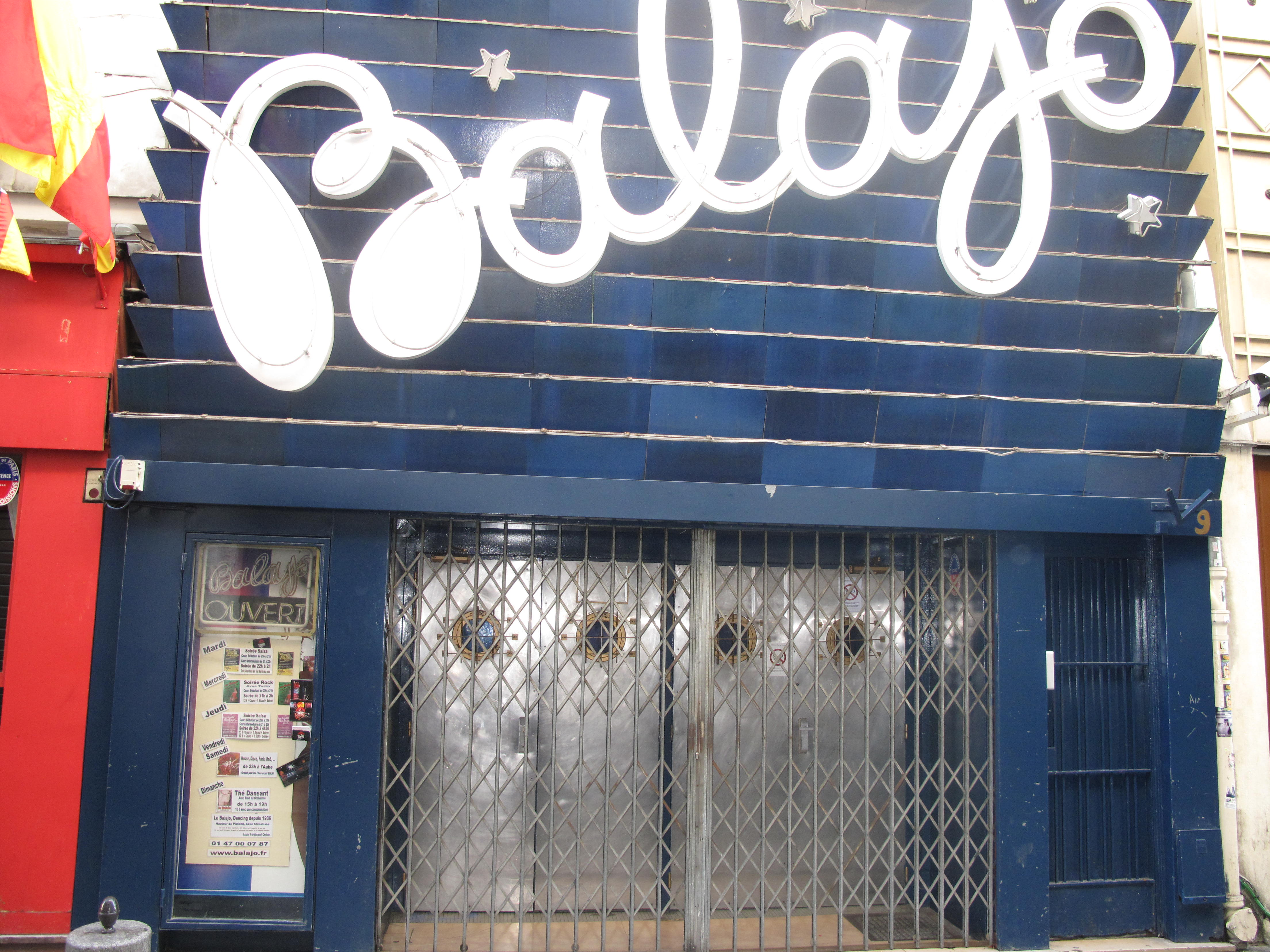
Le Balajo.
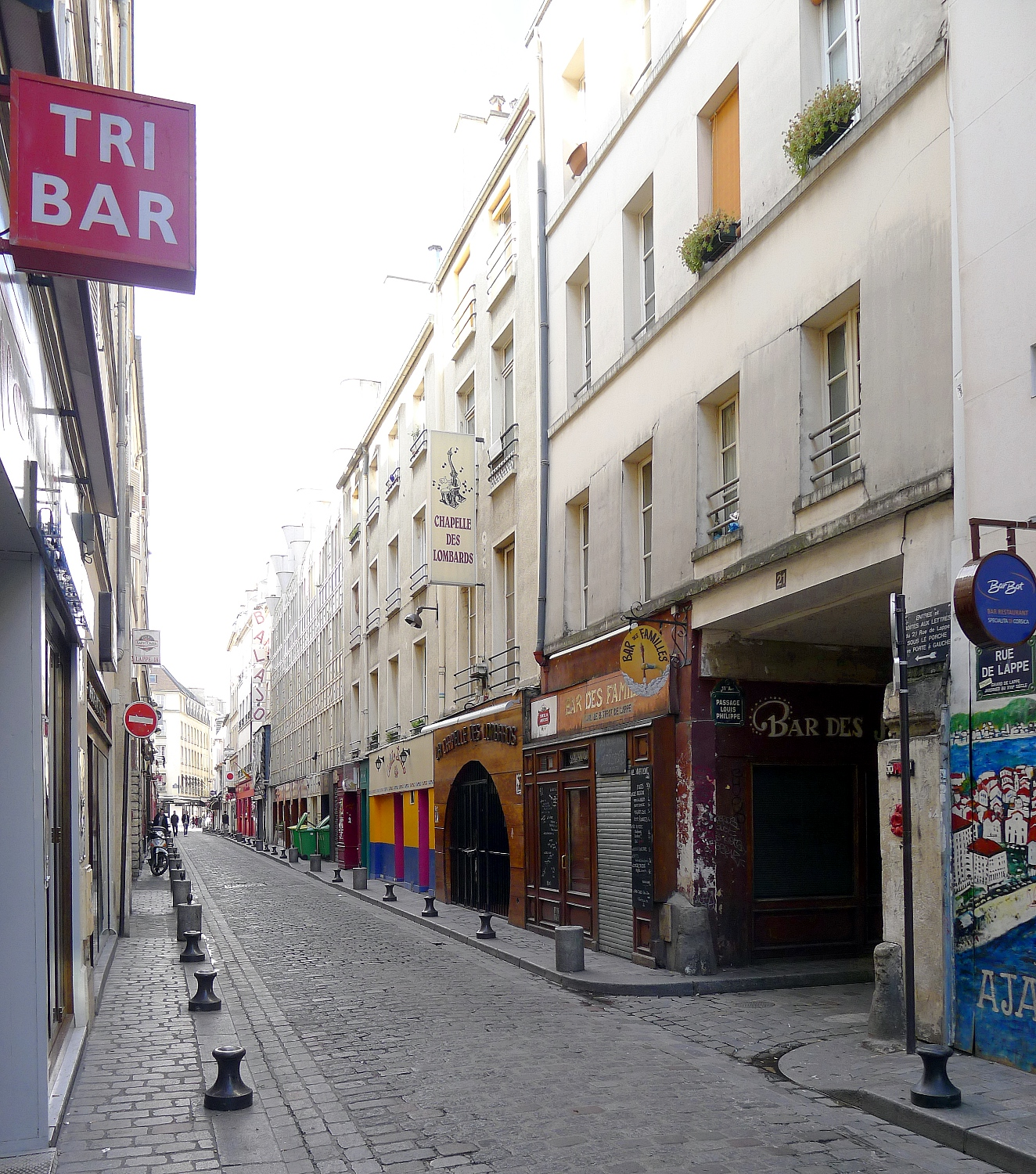
Vue de la rue de Lappe en direction de la rue de la Roquette.
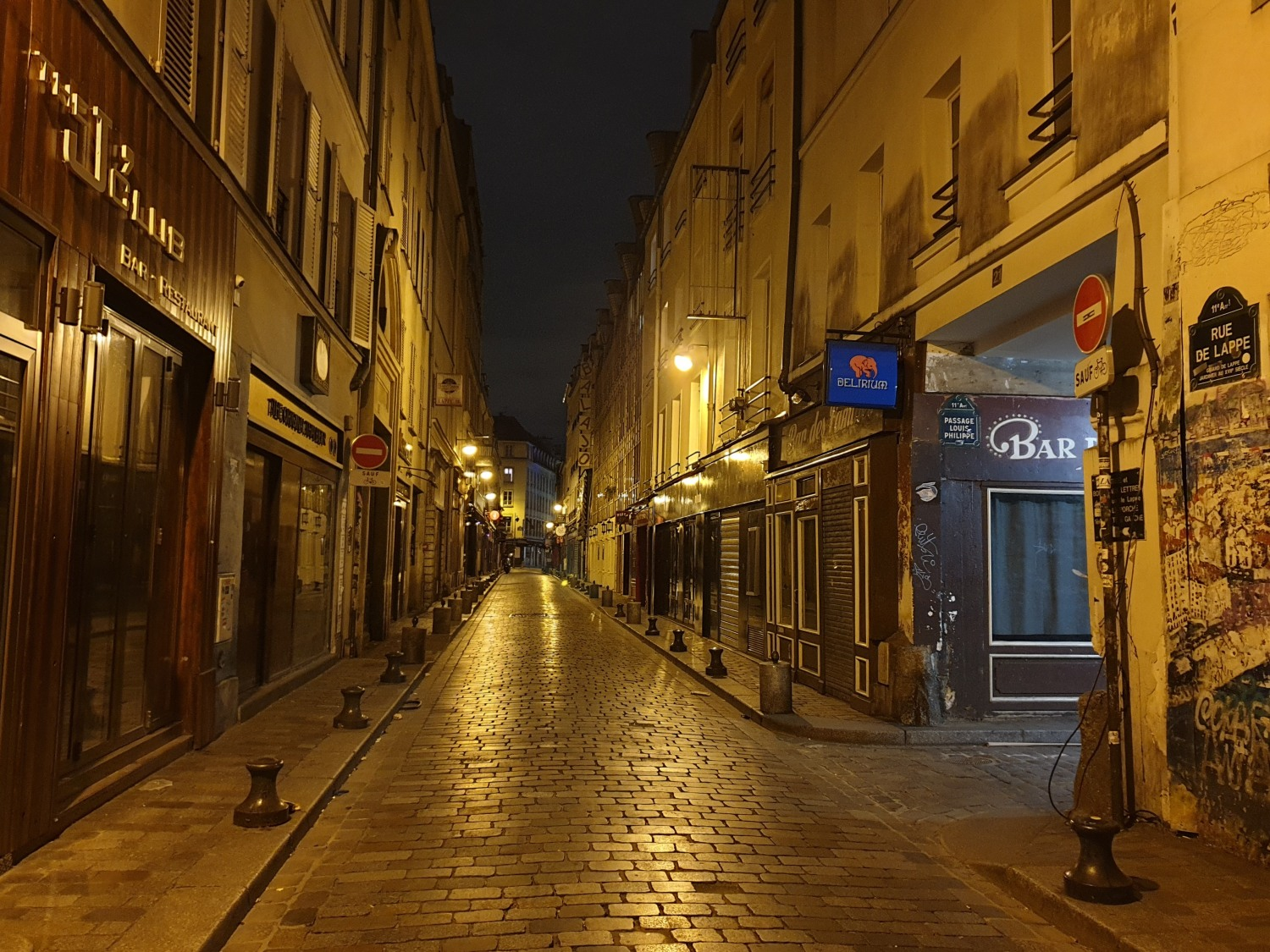
Rue de Lappe vers rue de La Roquette la nuit.

## Bâtiments remarquables et lieux de mémoire
- No 51 : l'auteur-compositeur-interprète et poète Francis Lemarque (1917-2002) y est né.

### La rue de Lappe en chansons

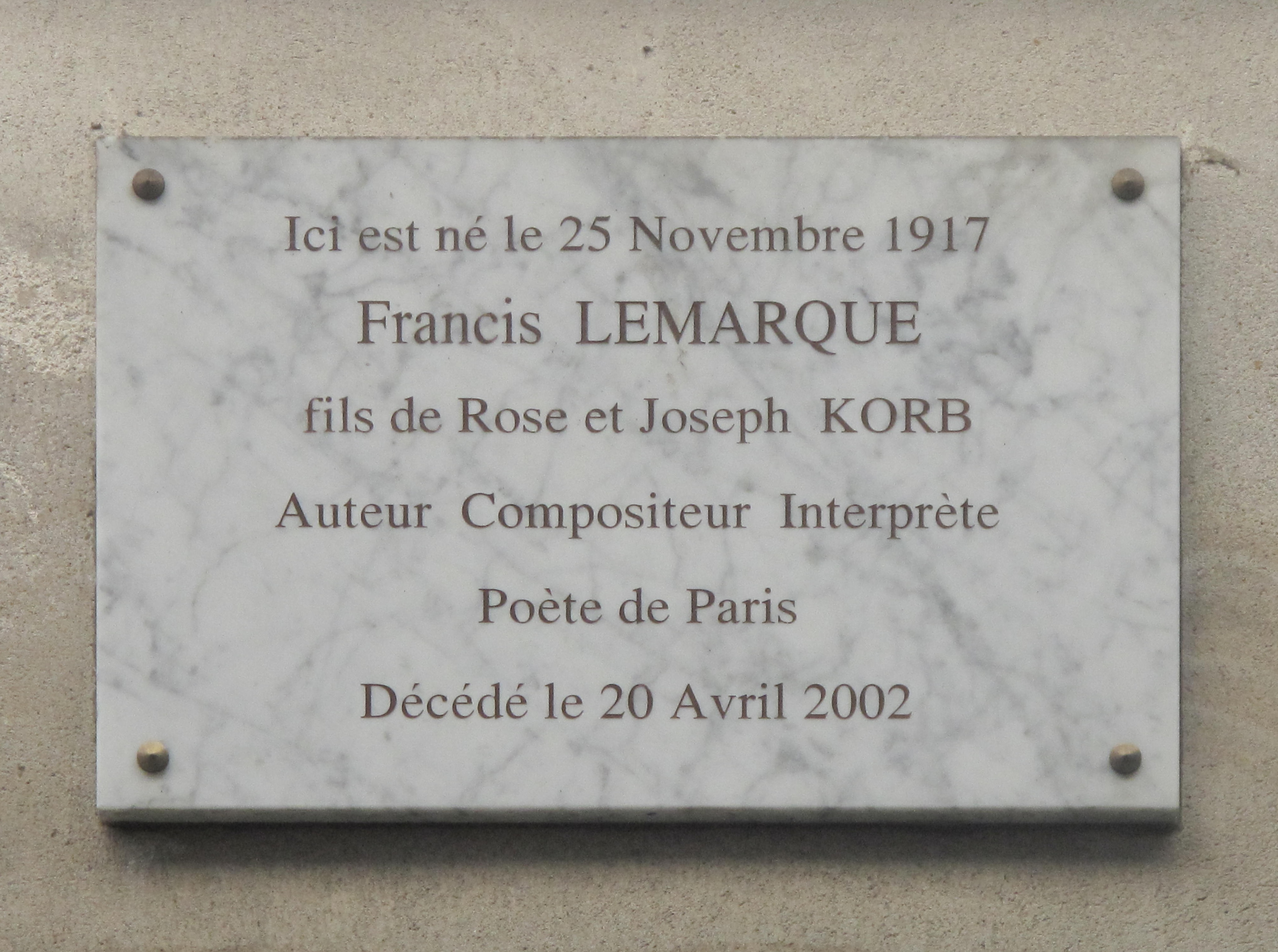
Plaque commémorative.

Francis Lemarque, né au no 51, a donné le nom de cette rue à une de ses chansons : Rue de Lappe, reprise par Mouloudji.
La rue de Lappe a également été chantée par Frehel, dans la chanson A Paris dans la nuit (dans la rue de Lappe) (Eugène Gavel, Jules Combe, Charles Seider, René Margand).

### Littérature
Paru en 1997, sous le titre, La Bastoche. Bal-musette, plaisir et crime aux éditions du Félin et, en 2011, relu et amélioré, sous celui de La Bastoche. Une histoire du Paris populaire et criminel chez Perrin-Tempus, le livre de Claude Dubois raconte l'histoire de la musique et du bal musette à Paris depuis le début du XIXe siècle. Et particulièrement rue de Lappe, longtemps surnommée « le saint des saints » de ce genre musical et des danses qui l'accompagnaient. Les accordéonistes y sont mis à l'honneur, en particulier Jo Privat qui a été l'âme du fameux Balajo, dernier bal-musette de la rue.
En 2013, Claude Dubois a sorti un autre livre sur la rue de Lappe : Jo Privat. Le frisson de Paname, aux éditions de Paris-Max Chaleil. Jo Privat (1919-1996) a joué près de cinquante ans au Balajo, de 1937 aux années 1980. En décembre 2013, le livre a été récompensé du premier prix littéraire du Balajo.

### La rue de Lappe au cinéma
- 1949 : Le Cœur sur la main d'André Berthomieu. Léon Ménard (Bourvil), fraîchement débarqué à Paris y cherche un emploi d'accordéoniste dans un bal musette. On y découvre la rue de Lappe dans son aspect encore assez misérable d'après-guerre. On y voit le Musette et le Balajo.
- 1984 : Amour rue de Lappe, film documentaire de Denis Gheerbrant. De bistrot en bistrot, le cinéaste nous invite à faire la connaissance des habitués. Une plongée dans une rue encore très populaire et où les clients, aux origines culturelles très diverses, nous offrent une parole rare et touchante.
- Noted in the 1946 film, The Razor's Edge, starring Ann Bancroft and Tyrone Power.